# Demografia de Fortaleza
A demografia de Fortaleza, capital do estado brasileiro do Ceará, tem como principal fator histórico de estímulo de crescimento os períodos de secas no interior e a consequente fuga para a cidade, ou êxodo rural. 

## História
A população de Fortaleza, no ano de criação da Vila de Fortaleza de Nossa Senhora da Assunção, em 1726, era estimada em 200 habitantes no núcleo urbano. O primeiro censo populacional realizado na cidade ocorreu em 1777, ano de grande seca no Ceará, a mando do Capitão-General José César Meneses, contabilizando 2 874 pessoas. Em 1813, o governador Manuel Inácio de Sampaio realizou o primeiro censo em todo o Ceará, que constatou no município uma população de 12 810 habitantes. A última contagem da população antes do censo nacional de 1872 foi realizada em 1865, durante a Guerra do Paraguai, que somou 19 264 pessoas a viverem na cidade. Naquele ano, embarcaram para a guerra, a partir do porto, 1 236 pessoas, entre soldados e oficiais.
O primeiro ponto discrepante do crescimento populacional de Fortaleza se deu entre 1865 e 1872, quando teve início a construção da Estrada de Ferro de Baturité. Por demandar uma grande quantidade de mão de obra, a população da cidade crescia ao passo da economia. Em 1877, outra seca fez uma grande quantidade de flagelados migrar para Fortaleza e entorno. Migrações repetiram-se nas secas de 1888, 1900, 1915, 1932 e 1942. Nestas três últimas datas, foram instalados campos de concentração no interior para evitar a chegada de retirantes à capital, contudo, bairros que hoje possuem de alta densidade demográfica, como o Pirambu e outras regiões da periferia, tiveram seus processos de formação diretamente ligados às migrações de camponeses seduzidos pelas promessas da modernidade da maior urbe do Ceará.

## Século XX
Em 1922, Fortaleza atingiu sua primeira centena de milhar de habitantes, com a anexação dos então municípios de Messejana e Parangaba, hoje bairros da cidade. Parangaba era uma cidade com população superior a 20 000 habitantes e, por ter sido a última parada da estrada de ferro antes de Fortaleza, recebeu uma grande quantidade de retirantes das secas. Em 1973, Fortaleza já contava com quase um milhão de habitantes, quando foram criadas no Brasil as Regiões Metropolitanas, passando a cidade a se constituir uma delas. Em 1983, o Distrito Industrial de Fortaleza I passou a integrar o território do novo município de Maracanaú, que, tão logo foi criado, passou a fazer parte da Região Metropolitana de Fortaleza.
Na década de 1980, Fortaleza ultrapassou Recife em termos populacionais, tornando-se a segunda cidade mais populosa do Nordeste, com 1 308 919 habitantes. Ao longo das últimas décadas do século XX, a cidade foi se adensando demograficamente cada vez mais, até atingir a marca de dois milhões de habitantes no ano 2000. O censo de 2010 do IBGE contabilizou uma população de 2 452 185 habitantes, fazendo de Fortaleza a quinta cidade mais populosa do Brasil, atrás de São Paulo, Rio de Janeiro, Salvador e Brasília. Em 2012, de acordo com o censo do IBGE, a população era de 2 500 194 habitantes. Em 2020, ainda de acordo com os dados oficiais extraídos do site do IBGE, a população de Fortaleza gira em torno de 2.686.612 habitantes. Para 2030, há uma estimativa que a capital cearense chegue a uma população de 3 milhões de habitantes.
| Composição étnica (Censo 2010) | Composição étnica (Censo 2010) | Composição étnica (Censo 2010) |
| Cor ou raça                    | População                      | (%)                            |
| ------------------------------ | ------------------------------ | ------------------------------ |
| Pardos                         | 645 847                        | 57,21                          |
| Brancos                        | 409 484                        | 36,28                          |
| Pretos                         | 55 427                         | 4,91                           |
| Amarelos                       | 16 071                         | 1,42                           |
| Indígenas                      | 1 984                          | 0,18                           |